# Maturín
Maturín este capitala statului Monagas, un oraș din Venezuela, cu peste 430.842  locuitori, fondat în 1760.  